# Джида (река)
Вижте пояснителната страница за други значения на Джида.
Джида̀ (на бурятски: Зэдэ) е река в Азиатската част на Русия, Република Бурятия ляв приток на Селенга. Дължината ѝ е 567 km, която ѝ отрежда 156-о място по дължина сред реките на Русия.
Река Джида води началото си от най-западната част на Хангарулския хребет, на 2255 m н.в., в югозападната част на Република Бурятия, на 3 km от границата с Монголия. Около 180 km реката тече в югоизточна посока в дълбоко и тясно дефиле, в планинска, силно залесена местност. В района на град Закаменск завива на изток, като тече успоредно на хребетите Джидински на юг и Малък Хамар Дабан на север. В този участък по течението ѝ се редуват стеснени участъци и малки долинни разширения. След устието на най-големия си приток река Желтура Джида излиза от планините и тече по южната периферия на обширната Боргойска степ. Тук долината ѝ става широка, руслото ѝ се дели на ръкави, а течението ѝ – бавно и спокойно. Влива се отляво в река Селенга, при нейния 346 km, на 562 m н.в., на 8 km североизточно от посьолок Джида, Република Бурятия.
Водосборният басейн на Джида има площ от 23,5 хил. km2, което представлява 5,26% от водосборния басейн на река Селенга и обхваща части от Република Бурятия в Русия и аймаците Булган и Селенге в Монголия.
Границите на водосборния басейн на реката са следните:
- на север – водосборните басейни на река Иркут, ляв приток на Ангара и други по-малки реки вливащи се в езерото Байкал;
- на юг и югозапад – водосборните басейни на река Егийн Гол и други по-малки леви притоци на Селенга.

Река Джида получава около 30 притока с дължина над 15 km, като 3 от тях са дължина над 100 km.
- 438 → Цакирка 102 / 1250, на 4 km северно от село Енгорбой
- 328 → Хамней 118 / 3360, при село Бургуй
- 158 ← Желтура 202 / 5320, при село Желтура

Подхранването на реката е смесено, като преобладава дъждовното. Водният режим се характеризира с високо лятно пълноводие, от юли до септември в резултата на обилните дъждове през сезона и снеготопенето във високите части на водосборния ѝ басейн. Среден годишен отток при посьолок Джида, на 21 km от устието 73,54 m3/s.
Среден месечен отток при посьолок Джида (на 21 km от устието, в m3/s) за периода от 1939 до 1997 г.:
По течението на реката в Република Бурятия са разположени 32 населени места, в т.ч. град Закаменск, посьолок Джида и село Петроповловка (районен център).